# Australolinyphia remota
Australolinyphia remota là một loài nhện trong họ Linyphiidae.
Loài này thuộc chi Australolinyphia. Australolinyphia remota được Jörg Wunderlich miêu tả năm 1976.